# Hansenia
Hansenia là chi thực vật có hoa trong họ Apiaceae.